# Francisco Giner Lila

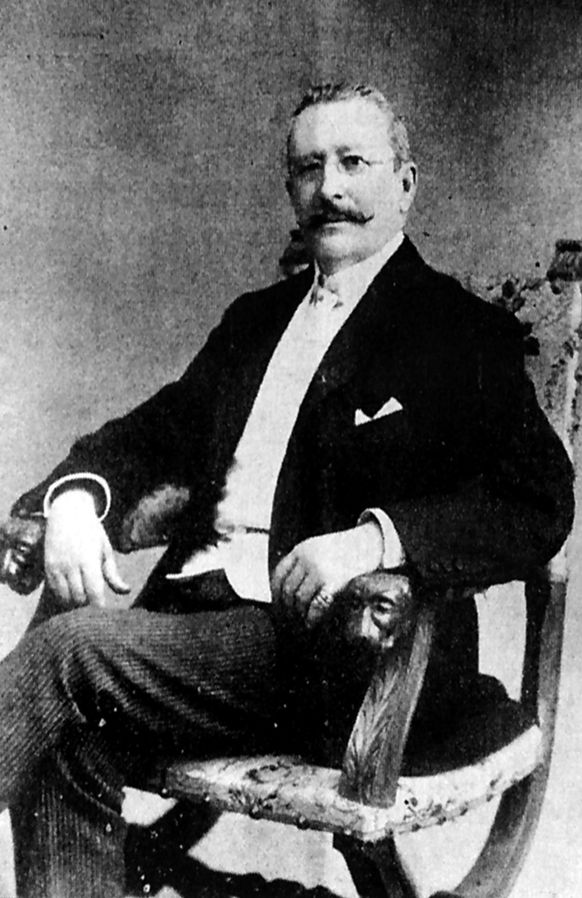
Francisco Giner Lila

Francisco Giner de Lila, barón de Benicásim y Montornés y del señorío de Islas Columbretes, también conocido como «Paco el Baró» (Castellón de la Plana, 8 de octubre de 1843-26 de diciembre de 1927) fue un militar y político español carlista.

## Biografía
Era hijo de Manuel Giner y Rosario de Lila. Descendía de Giner de Blanes, quien al mando de una mesnada y a las órdenes del rey Jaime I de Aragón se apoderó de la mayor parte de las tierras de esta provincia para anexionarlas a la Corona de Aragón, lo que le valió la especial gracia de serles concedidos por el rey Conquistador los terrenos y títulos de las Baronías de Puebla Tornesa y Benicasim, Tenencia de Montornés y Señorío de Columbretes.
Participó en la tercera guerra carlista, durante la cual reclutó en los pueblos de la provincia de Castellón numerosos voluntarios que partieron del pueblo de Borriol, y supo dirigirlo, engrosándolo cada día, hasta ponerlo en inmediato contacto con el pretendiente Don Carlos. Tomo parte activa en dos acciones libradas en las inmediaciones de Alcora e intervino de manera destacada en la toma de Cuenca, y en las batallas libradas en diferentes puntos de la provincia de Castellón, primero, y después en el norte de España.
Estuvo preso en Salvacañete por las fuerzas del general Weyler, su permanencia en la Algacería de Zaragoza hasta su canje por el brigadier Iglesias y finalmente su emigración a Francia, hasta que le fue permitido reintegrarse a su casa, habiendo rechazado siempre las ventajosas proposiciones que se le hicieron para su ingreso en el Ejército oficial, a base de serle reconocida la alta graduación que llegó a obtener por hechos de armas al frente de las tropas carlistas.
Llegó a ser teniente coronel del Estado Mayor de Don Carlos. Debido a su compromiso con el carlismo, perdió una considerable parte de su fortuna.
Terminada la guerra, actuó en la política provincial como jefe de los carlistas en Castellón, acaudillando un partido poderoso y disciplinado. Al producirse la escisión en la Comunión Tradicionalista de 1919, fue apartado de su jefatura provincial y creó un partido personal, único en los anales de la política de Castellón. En defensa de su partido pactó alianzas, celebró convenios y publicó periódicos e hizo cuanto le pareció necesario y conveniente para el mejor servicio de sus amigos.
Fue elegido diputado provincial de Castellón en diversas ocasiones y ejerció el cargo de vicepresidente de la Diputación en 1909 y de decano en 1915.
Debido a su contribución al crecimiento tanto artesanal como industrial, fue distinguido con el nombramiento de Comendador del Mérito Agrícola. Su entierro resultó en una gran manifestación de duelo en Castellón.